# Лерин
Лерин (грч. Φλώρινα [] — Флорина) је град и седиште истоимене општине и округа, на северу периферије Западна Македонија, у Грчкој. Према попису из 2021. године било је 17.188 становника.

## Име
Данашње име града „Флорина“ - „Лерин“ везано је за име овог насеља из византијског времена, када се ово место звало Χλέρινον (Chlérinon - Хлерин), у преводу „место пуно зеленила“. Постепено се ово име променило у облик „Флорина“, док је код месних Срба задржан други словенски облик „Лерин“, ближи првобитном.

## Природни услови
Лерин се налази на крајњем западном делу историјске покрајине Македонија, на знатној надморској висини (663 м). Град се налази на јужном ободу равнице Пелагоније, на месту где из ове равнице одваја пут ка Преспанском језеру. У Пелагонији се северније налазе и Битољ и Прилеп, данас градови у Северној Македонији. Јужно од града уздиже се планина Баба (Варнундас) и Нередска планина (Верно). Кроз Лерин протиче Јелашка река (Сакулевас, Сакулева).
Клима у Лерину је због надморске висине града и затворнеости овог подручја континетнална, за коју су особене изузетно жарна лета и хладније и кишовите зиме са честим снегом.

## Историја
Иако је околина Лерина била насељена током праисторије и антике, први помен града Лерина везује се за средњовековну Србију, која је овим просторима владала неколико деценија (1331-1385). Цар Душан се 1334. године обратио месном Грку, надзорнику тврђаве Хлеренон.
Подручје Лерина је пало под отоманску власт 1385. године и остало следећих пет векова. Током овог периода у граду су живели Турци и Словени, а мање је било Цинцара, Рома и Арнаута, а у околним селима највише је било Словена.
У месту је 1868. године започела рад српска народна школа.
Вековну владавину Турске над Лерином окончала је српска војска 1912, која је прва ушла у град приликом гоњења разбијене турске војске према југу (након Битољске битке). Тада је у град ушла српска коњица генерала Петра Бојовића. Међутим, гред је припао савременој Грчкој. После Првог светског рата и Грчко-турског рата исељено је турско становништво. Током Другог светског рата у логорима нестало је јеврејско, да би током Грчког грађанског рата, у коме је град био јако комунистичко упориште, било исељено и доста Словена. Последњих деценија град је осавремењен, али је и поред тога остао место ван главних токова живота у Грчкој, што је условило исељавање становништва, нарочито из околних села.

## Становништво
Према бугарском географу и историчару, Василу Канчову, у Лерину је 1900. године живело 5.000 Турака, 2.820 Словена хришћана, 1.600 Рома, 200 Албанаца муслимана, 100 Албанаца хришћана, 84 Аромуна и 20 Јевреја. Српски историчар Спиридон Гопчевић, 1890. године бележи да је већина турског становништва словенског порекла. Током Првог светског рата из Битоља и околних села (Магарево, Нижеполе, Трново и друга) у Лерин су избегле претежно аромунске породице, којих је после рата остало 300. Године 1924. турско и друго муслиманско становништво је принудно исељено у Турску а на њихово место је насељено 3.612 избеглица, 730 из Краљевине СХС (околина Битоља), 484 из Албаније а остало су грчке избеглице из Турске. На попису из 1928. године Лерин је имао 10.585 становника. Македонски историчар Тодор Симовски, 1998. године наводи да је Лерин већински насељен словенским становништвом, а да остало становништво чине грчки досељеници из Турске и Албанци хришћани из оближњих албанских села (Бел Камен, Лехово и друга).
Према попису из 2021. године у граду живи 17.188 становника. Кретање становништва по годинама било је следеће:
| Година       | 1951   | 1961   | 1971   | 1981   | 1991   | 2001   | 2011   |
| ------------ | ------ | ------ | ------ | ------ | ------ | ------ | ------ |
| Становништво | 12.270 | 11.933 | 11.164 | 12.562 | 12.355 | 14 279 | 17.686 |

## Привреда
Привреда Лерина се највише ослања на природна богатства околине (сточарство, воћарство, шумарство), па су развијени дрвопрерада, планински туризам, прехрамбена индустрија. Савремена привреда је новијег датума. Пре тога подручје је било јако неразвијено, а током 50-их и 60-их година много месног становништва се иселило у веће градове Грчке или иностранство.

## Галерија
- Железничка станица у Лерину 1894. Солунско—битољска железница
- Панорама Лерина, 1912. година
- Поглед на град
- Корзо

## Познате личности
- Спасоје Хаџи Поповић, српски новинар, добротвор, просветни и национални радник
- Кочи Дзодзе, алнаски комуниста и политичар
- Елпида Караманди, југословенска партизанка и народни херој Југославије
- Сократ Мојсов, бивши југословенски фудбалер
- Алексис Алексудис, бивши грчки фудбалер